# Famille d'Aubert
Pour les articles homonymes, voir Aubert.
La famille d'Aubert est une famille subsistante de la noblesse française, originaire du comté de Laval, de la Mayenne, d'Anjou, de Bretagne.

## Histoire
Le nom patronymique de cette famille est Aubert. Elle est originaire de la Bretagne et s'est divisée en plusieurs branches sur les provinces de Bretagne, d'Anjou, et le comté de Laval. La famille est reconnue noble d'extraction par arrêts rendus en l'élection de Laval le 5 février 1619, à Tours par le commissaire de la noblesse, le 14 février 1667, et le 20 mai 1716, par le parlement de Bretagne le 21 août 1782.
D'Hozier indique que cette famille a produit un défenseur du Mont-Saint-Michel.
L'abbé Angot indique l'on peut peut-être rattacher à cette famille Étienne Aubert, sieur de la Draumerie en Saint-Georges-Buttavent, 1398, mais dont le premier titre certain est une réhabilitation de noblesse accordée par Louis XI, en 1472, à Robin Aubert, sgr de Frétigné et de la Rousseraie, paroissien de la Baconnière. Sa requête fait connaître qu'après avoir servi le roi en Picardie, il le suivait alors en Bretagne ; que Guillaume Aubert, son père, avait toujours vécu noblement, suivi les guerres comme les autres nobles, assisté à la bataille de la Brossinière, tenu garnison au château de Saint-Ouen, faisant contre les Anglais de belles chevauchées, au cours desquelles il fut fait prisonnier et mis à mort piteusement. Robin resté orphelin avait en outre perdu tous ses biens ainsi que « les lettres et titres d'anoblissement et des partages de ses prédécesseurs. » Ces motifs et aussi « certaine somme de deniers à laquelle il composa » portèrent le roi à l'anoblir de nouveau « en tant, dit-il, que mestier est, et sans préjudice de sa noblesse ancienne. » La lettre est datée du mois d'août à la Guerche.
La noblesse des d'Aubert fut depuis maintenue contre les habitants de Saint-Hilaire-des-Landes, en faveur d' Anceau Aubert, sieur de la Massonnière, 1547 ; contre les paroissiens de Saint-M'Hervé, en faveur de Pierre Aubert, sieur de la Picottière, 1588 ; contre ceux de Princé, pour Perronnelle Lambarré, veuve de Henri Aubert, sieur de Couhouroux, 1603-1611 ; et surtout par sentence motivée des élus de Laval, pour René Aubert, seigneur de l'Aunay, 1617, et par Voisin de la Noiraie, le 14 février 1667.
Raoul Aubert, docteur en droit canon, obtint du pape en 1508 un bref d'indulgences pour tous les membres de la famille. Pierre Aubert, sieur du Bourgnouveau, servit sous Mercœur, pour la Ligue catholique, en Bretagne, et son oncle à la mode de Bretagne, nommé Pierre également, servit toujours Henri III, qui lui avait donné le 24 octobre 1575 commission de lever une compagnie de 100 hommes à cheval, et qui l'exemptait de l'arrière-ban le 9 septembre 1587, « en faveur des services qu'il lui continuait ordinairement ». Ce fut lui qui, marié avec Renée de Caillon, acheta la terre de l'Aunay en Beaulieu, avec la seigneurie paroissiale, apanage des aînés de la famille. Madelon d'Aubert, son fils puîné, commanda une compagnie de 100 hommes sous les ordres du prince de Talmont en 1636.

### Généalogie
- Paul d'Aubert, seigneur de la Criblerie, de Frétigné, de la Chauffournière, et de la Massonerie, époux de Marie de Couasnon
  - Guillaume d'Aubert, seigneur de la Criblerie, époux de Guillaumette de Chalus
    - Anceau d'Aubert, seigneur de la Criblerie et de la Massonerie, époux de Françoise de Cortoux
      - Pierre d'Aubert, seigneur de la Criblerie, époux de René de Caillan
        - René d'Aubert, seigneur de Launay et de Beaulieu, époux de René de Houllière, puis de Madeleine de Birague
          - Pierre d'Aubert, seigneur de Langron, Launay et de Beaulieu, époux de Marie du Buat, capitaine d'une compagnie de chevau-léger, il assista au siège de la Grénache
            - Charles d'Aubert, seigneur de Launay et de Beaulieu, époux de Marie de Couasnon de la Barillière
              - Jean-Charles-César d'Aubert, chevalier, seigneur de la Forêtrie, époux d'Elisabeth-Antoinette-Rose-Gabrielle du Buat
              - François Marie Charles d'Aubert, époux de Marie Anne Thérèse Berset
                - François Charles d'Aubert (1737-1822), époux de Louise Jeanne Coustard de Souvré
                  - François d'Aubert (1774-1847), époux d'Anne Caroline Le Panetier
                    - François Charles d'Aubert (1805), époux de Virginie Adélaïde Boullevraye
                      - François Jules (1829)
                      - Louise Marie Virginie (1835), épouse d'Henri de la Broise (1835-1902)

                    - Louis d'Aubert (1810-1847), époux de Émilie du Bourg (1811-1847)
                      - Marie d'Aubert (1837), épouse de "Henri" Marie Victor Chauchart du Mottay
                      - Louis d'Aubert (1838-1902), époux de Marie-Thérèse Tiger de Rouffigny
                        - Louis d'Aubert (1871-1960 ), époux de Anne Boüan du Chef du Bos (1874-1935), puis époux de Marie Fradin de Bellabre (1880-1965)
                          - Pierre d'Aubert (1898-1990), époux de Suzanne Chapuy (1900-1984)
                          - Jean d'Aubert (1902-1961), époux de Antoinette de Banville (1930-)
                          - Michel d'Aubert (1907-1973), époux d'Anne de La Vaissière de Lavergne (1914-2013)
                            - François d'Aubert (1943-), député, ministre

                      - Émilie d'Aubert, épouse de Léonard VI Droüet de Montgermont
                      - Joseph d'Aubert (1842-1915), époux de Judith du Breil de Pontbriand (1843-1917)
                        - Joseph d'Aubert (1871-1925), époux de Marie Maujoüan du Gasset (1877-1974)
                          - Yvonne d'Aubert (1904-1981), épouse d'Edmond Urvoy de  Portzamparc (1903-1992)
                          - Joseph d'Aubert (1910-1974), époux de Jeanne de Lancesseur (1913-2010)
                          - Paul d'Aubert (1914-2013), époux de Thérèse Le Vavasseur-Baudry (1910-1999)

                        - Guillemette d'Aubert (1875-1957), épouse de Paul  Mabille de La Paumelière (1878-1947)
                        - Henri d'Aubert (1881-1943), époux de Jeanne de Pluvié (1887-1962)

                    - Joseph d'Aubert
                      - Pierre d'Aubert (1777-1849), époux d'Anne Marie des Champs du Méry
                        - Lucie Anne Françoise d'Aubert (1816-1892), épouse de Jacques Albert Dubois de la Drouardière (1815-1906)

## Biographies
- Guillaume d'Aubert, mari de Guillemine de Chalus, était à l'armée de Louis XII, à la conquête de Naples, quand il obtint du pape une bulle contenant la faculté de se faire absoudre par un prêtre à son choix des cas réservés, relever des serments, des vœux, et d'avoir un autel portatif, 1502.
- François-Marie-Charles d'Aubert, seigneur de l'Aunay de Beaulieu, époux de Marie-Anne-Thérèse Berset, 1740 ;
- Louis-Marie-Charles d'Aubert, de la Patrière, officier au régiment de Condé-infanterie, épouse le 23 juillet 1772 Rose-Françoise des Vaux . Il fut incarcéré sous la Terreur ;
- Joseph-Marie-René d'Aubert, capitaine au régiment de Condé, épousa Louise Aubert, de la branche de la Fleurardière (1789), qui s'engageait à le nourrir et, en cas où ils ne pourraient vivre ensemble, à lui faire une pension de 500 livres.
- François-Charles-César d'Aubert, mari de Louise-Jeanne Coustard, 1792, dont descendait Louise-Françoise d'Aubert, femme de François-Marie-Louis-Paul de la Barre, chevalier de Saint-Louis. Conseiller au Parlement de Bretagne, il est en 1790 choisi par Louis XVI pour organiser le département de la Mayenne et former les assemblées primaires et administratives. Il est issu au sixième degré du premier seigneur de l'Aunay. Il était à Laval au moment de la Révolution française un des personnages les plus en vue. Après avoir étudié chez les Jésuites de Rennes, où il soutint comme chef de l'Académie, Academiæ princeps, en 1757, une thèse sur la physique et une autre sur toute la philosophie, il épousa à Laval (29 octobre 1765) Louise-Jeanne Coustard de Souvré. Il est nommé le 29 février 1788 à l'Hôtel-de-Ville comme représentant de la noblesse, il fut, le 6 mars 1790, l'un des deux membres choisis par le roi pour faire partie de la commission d'organisation du département de la Mayenne, puis de celle qui forma les assemblées primaires et administratives (15 avril). Élu lui-même administrateur du département, puis président du directoire, il prononça plusieurs discours empreints de l'esprit du jour et des idées nouvelles[1]. Dès le 25 mai 1791, son nom ne paraît plus sur les registres du directoire. Il est mis lui-même en état d'arrestation, le 8 mars 1794, au Monastère des Bénédictines de Laval, où l'on trouve également son frère de l'Oresse et sa belle-sœur qui y mourut le 25 avril. Le 21 juillet, le comité révolutionnaire de Laval fait perquisitionner dans sa maison et ordonne l'emprisonnement de sa femme, de son fils et de ses deux filles aînées. François d'Aubert est mort le 16 mars 1822. Il est désigné comme un des Grands notables du Premier Empire du département de la Mayenne[2].
- Louis d’Aubert, neveu de l'ancien président, par lettre du 18 octobre 1799, informait son père qu'il était passé aux Chouans, où il servit sous les ordres de Jambe-d'Argent ; il a vécu jusqu'en 1852.
- Rose d'Aubert, sa sœur, est la bienfaitrice de la ville de Laval où elle a fondé l'asile de Notre-Dame et la maison des Orphelines.
- Louis d'Aubert (1810-1847), était propriétaire, membre fondateur et vice-président de la conférence Saint-Vincent de Paul à Laval le 6 septembre 1840, puis président de 1842 à son décès.
- Pierre d'Aubert (1777-1849), était capitaine d'infanterie. Chevalier de la Légion d'Honneur le 25 avril 1821.
- Pierre d'Aubert (1898-1990), était diplômé de HEC. Il est administrateur délégué (1928), président directeur général (1936-1972) de l'Industrielle et Agricole de Pointe-à-Pitre. Président directeur général (1968-1972) puis administrateur de la Société industrielle de sucrerie. Officier de la Légion d'Honneur.

## Possessions
- Château de la Patrière
- Château de Souvré
- Ancien Manoir d'Aubert à Chailland
- Hôtel d'Aubert (actuel Hôtel du Bas du Gast à Laval)

## Pour approfondir